# ناتاشا رودس
ناتاشا رودس (بالإنجليزية: Natasha Rhodes)‏ هي كاتِبة بريطانية، ولدت في 8 أبريل 1978 في كنت في المملكة المتحدة.